# Cratere Schwabe
Schwabe è un cratere lunare di 25,47 km situato nella parte nord-orientale della faccia visibile della Luna.